# Brasher
Brasher es un pueblo ubicado en el condado de St. Lawrence en el estado estadounidense de Nueva York. En el año 2000 tenía una población de 2,337 habitantes y una densidad poblacional de 10 personas por km².

## Geografía
Brasher se encuentra ubicado en las coordenadas 44°52′33″N 74°43′44″O / 44.87583, -74.72889.

## Demografía
Según la Oficina del Censo en 2000 los ingresos medios por hogar en la localidad eran de $30,909, y los ingresos medios por familia eran $36,389. Los hombres tenían unos ingresos medios de $36,422 frente a los $20,101 para las mujeres. La renta per cápita para la localidad era de $16,808. Alrededor del 19.1% de la población estaban por debajo del umbral de pobreza.